# Basilika Unserer Lieben Frau von Lourdes (Gent)

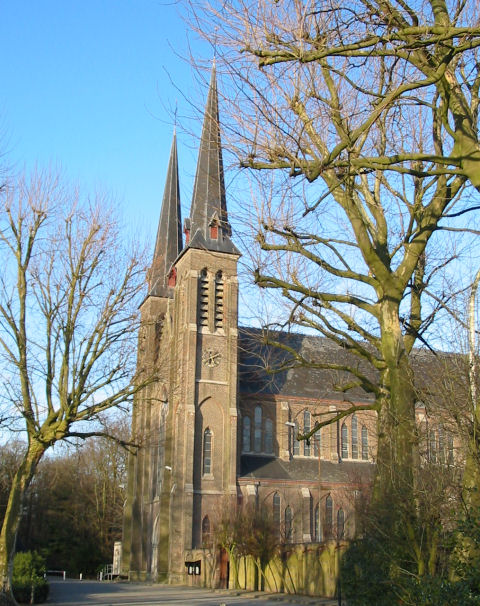
Eingangsfassade der Basilika

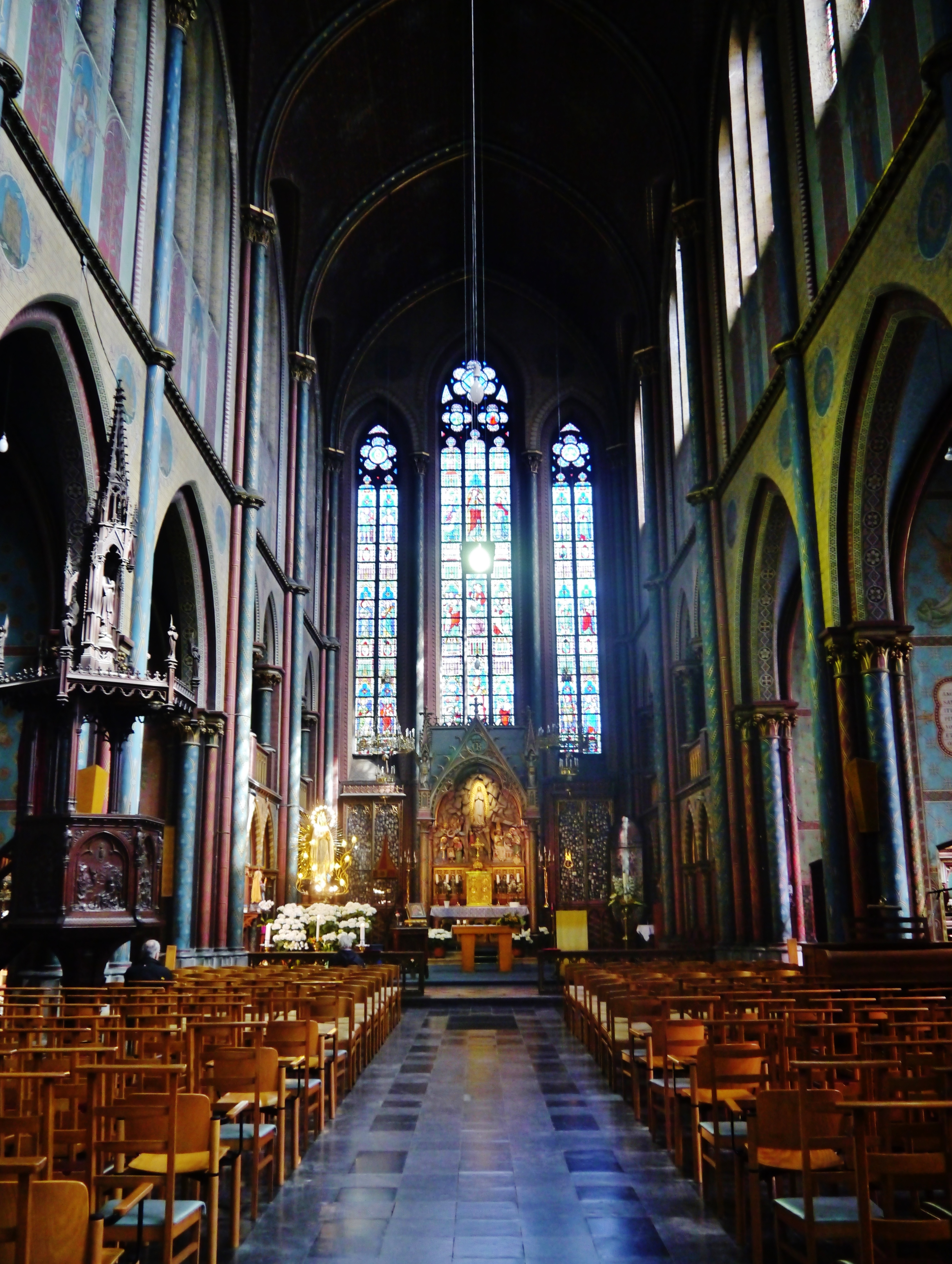
Hauptschiff mit Altarraum

Die Basilika Unserer Lieben Frau von Lourdes (niederländisch Onze-Lieve-Vrouw van Lourdesbasiliek) ist eine römisch-katholische Kirche in der Ortschaft Oostacker der Stadt Gent in der belgischen Provinz Ostflandern. Die Wallfahrtskirche des Bistums Gent trägt den Titel einer Basilica minor. Die Lourdeskirche wurde Ende des 19. Jahrhunderts im neugotischen Stil gebaut.

## Geschichte
Der Wallfahrtsort geht auf eine Lourdesgrotte im Garten des Schloss Slotendries zurück, die Marquess de Courtebourne-de Nédonchel 1873 errichteten ließ. Nach der Einweihung der Statue in der Höhle am 29. Juni 1873 baten Anwohner und Einwohner von Gent, diese besuchen und dort beten zu dürfen. Ein Jahr später wurde Pieter De Rudder auf wundersame Weise dort mit einem offenen Bruch geheilt. Aufgrund dieser Heilung gab es einen großen Zustrom von Gläubigen. Um die Pilger zu empfangen, wurde 1876 eine Kirche erbaut. Sie wurde 1877 vom Bischof von Gent, Hendrik Frans Bracq, mit der Anrufung der Unbefleckten Empfängnis geweiht und anlässlich des 50. Jubiläums des Wallfahrtsortes im Jahr 1924 durch Papst Pius XI. zur Basilica minor erhoben.

## Architektur
Die dreischiffige Basilika wurde im neugotischen Stil nach den Plänen des Architekten E. Van Hoecke-Peeters mit einer leichten Anpassung durch den Architekten Jean-Baptiste Bethune erbaut. Die Seitenschiffe wurden dabei in Kapellen unterteilt. Der Eingangsbereich wurde als Zweiturmfassade gestaltet, der Chor ohne Apsis gerade abgeschlossen. Auch die neugotische Kirchenausstattung wurde durch Bethune entworfen. Über dem Hauptaltar zeigt ein Retabel drei Höhlen: die Grotte der Geburt Jesu in Bethlehem, die Grotte der Auferstehung Jesu und die von Lourdes. Der hl. Alfons von Liguori ist auf einem der Glasfenster über der hohen Halle abgebildet. In einem der beiden Türme befindet sich ein Carillon mit 49 Glocken, das 1954 von der Glockengießerei Michiels gegossen wurde. Die Tastatur wurde jedoch 1978 bei einer Restaurierung vorübergehend entfernt und ist bis heute noch nicht ersetzt worden.